# Wasserfall
Wasserfall Ferngelenkte Flakrakete foi um míssil terra-ar radiocontrolado, guiado manual e visualmente  desenvolvido pela Alemanha na segunda fase da Segunda Guerra Mundial. Recebeu o nome Wasserfall (em alemão: catarata).
Derivado do V-2 foi no pós-guerra a base para a criação do foguete Hermes - A1  ( EUA ) e do míssil experimental R 101 ( URSS ).

## Ligações externas

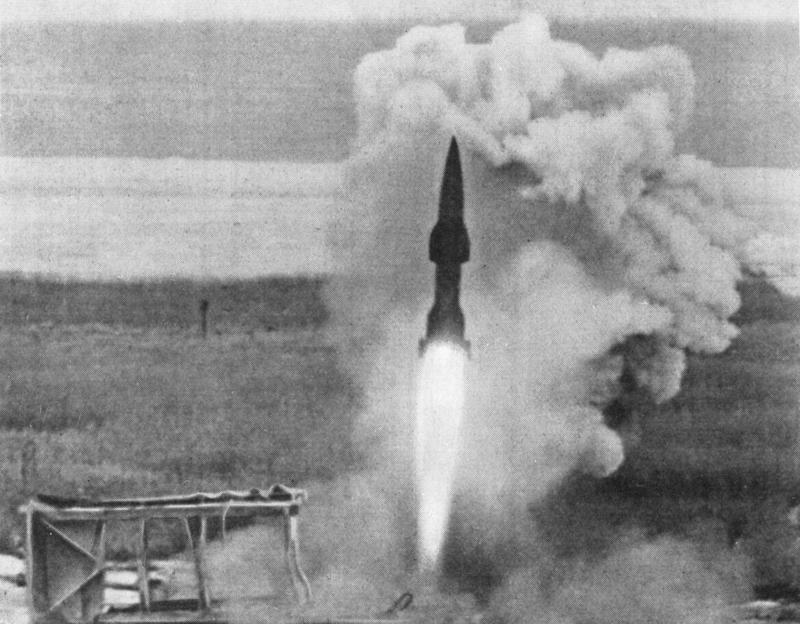
Teste de um Wasserfall em Peenemünde a 23 de Novembro de 1944.